# فريدريك فينل
فريدريك فينل (بالإنجليزية: Frederick Fennell)‏ هو عالم موسيقى وملحن أمريكي، ولد في 2 يوليو 1914 في كليفلاند في الولايات المتحدة، وتوفي في 7 ديسمبر 2004 في Siesta Key, Florida ‏ في الولايات المتحدة.

## وصلات خارجية
- فريدريك فينل على موقع ميوزك برينز (الإنجليزية)
- فريدريك فينل على موقع أول ميوزيك (الإنجليزية)
- فريدريك فينل على موقع ديسكوغز (الإنجليزية)